# Крышиловичи
Крыши́ловичи (бел. Крышы́лавічы) — деревня в Начском сельсовете Ганцевичского района Брестской области Белоруссии. Население — 20 жителей (2019).

## История
В конце XIX и начале XX века деревня в Круговичской волости Слуцкого уезда Минской губернии Российской империи. В 1909 году в деревне было 49 дворов и 350 жителей. С 1921 года, по результатам Рижского договора, в составе Польской Республики, в гмине Круговичи Лунинецкого повята Полесского воеводства, в 1921 году в деревне был 61 дом и 381 житель, затем с 1939 года в составе БССР, а с 1940 года деревня в составе Ганцевичского района Пинской области. С 30 июня 1941 года по 8 июля 1944 года деревня была оккупирована войсками Фашистской Германии, близ деревни действовали партизаны бригады имени Ленина Пинского соединения. С 1954 года деревня в составе Брестской области. По всесоюзной переписи 1959 года население деревни 232 жителя. С 25 декабря 1962 года по 30 июля 1966 года в Ляховичском районе. По всесоюзной переписи 1970 года:  население деревни 287 чел..